# 1318
1318 (MCCCXVIII) fue un año común comenzado en domingo del calendario juliano.

## Acontecimientos
- La casa de los Habsburgo firmó la paz con los Walstätten tras perder la batalla de Morgarten.
- Comienza el reinado del Emperador Go-Daigo de Japón
- Octubre - Edward Bruce es derrotado en Faughart, con lo que la invasión escocesa de Irlanda fracasa definitivamente.
- Termina la construcción de la Catedral de St. Andrews en la ciudad homónima de Saint Andrews, después de 158 años.

## Nacimientos
- Constanza Manuel, reina consorte de Castilla y de Portugal.

## Fallecimientos
- 14 de octubre - Edward Bruce, hermano de Robert Bruce, rey de Escocia muerte en la batalla de Faughart.
- Erik y Valdemar Magnusson, hermanos, traicionados y asesinados por su hermano, el rey Birger I de Suecia.